# Samson Kiptoo Bungei
Samson Kiptoo Bungei (* 1982) ist ein kenianischer Marathonläufer.
2008 siegte er beim Sevilla-Marathon in 2:10:52 h und wurde Fünfter beim Köln-Marathon. Im Jahr darauf wurde er Vierter beim Tiberias-Marathon, stellte beim Ruhrmarathon mit 2:09:23 einen Streckenrekord auf und wurde in Köln, zeitgleich mit dem Sieger Evans Kipkosgei Ruto, Zweiter mit seiner persönlichen Bestzeit von 2:08:36.